# Tsjechisch kubisme

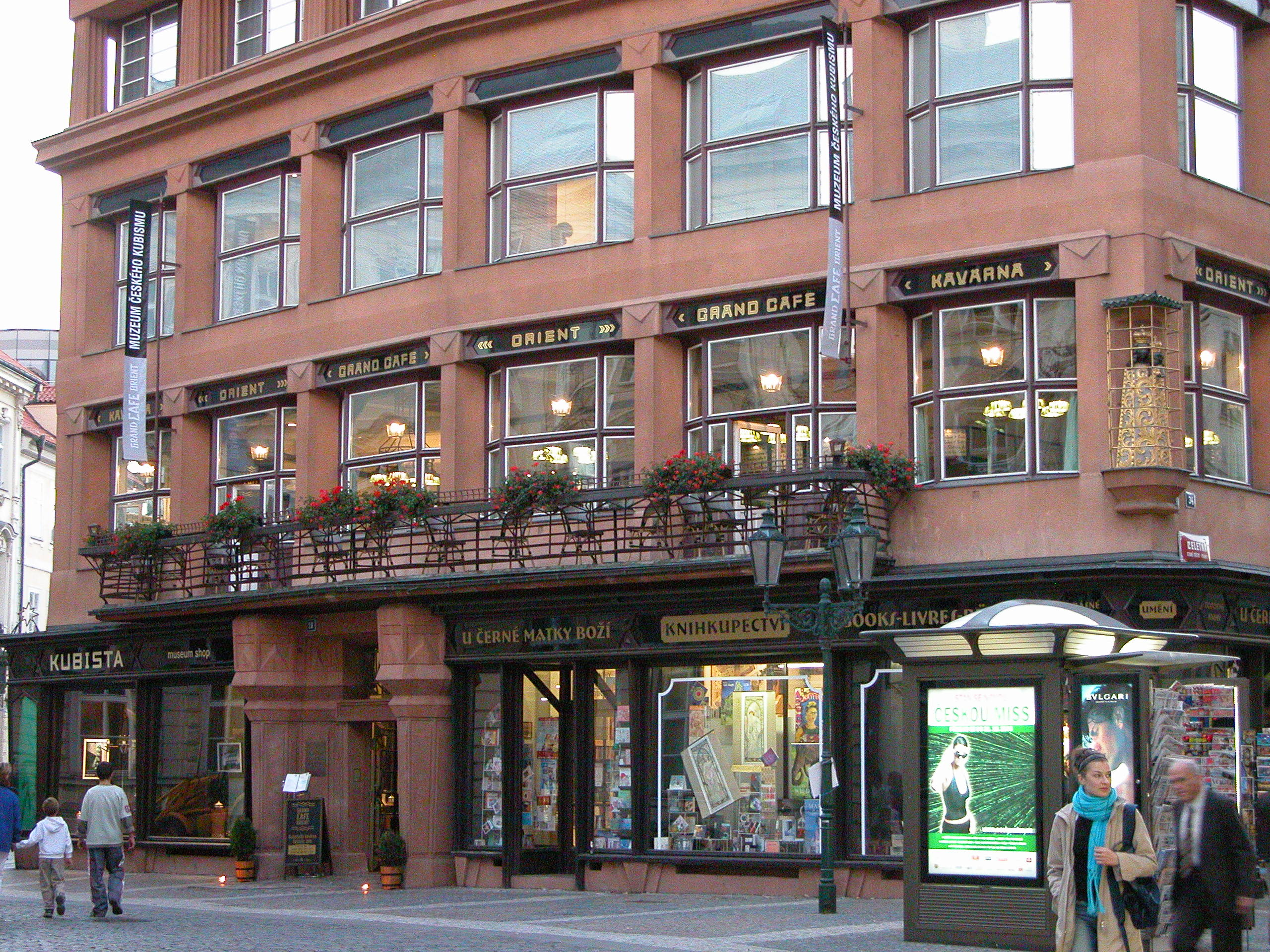
Gočár: Zwarte Madonnahuis, Praag (1912)

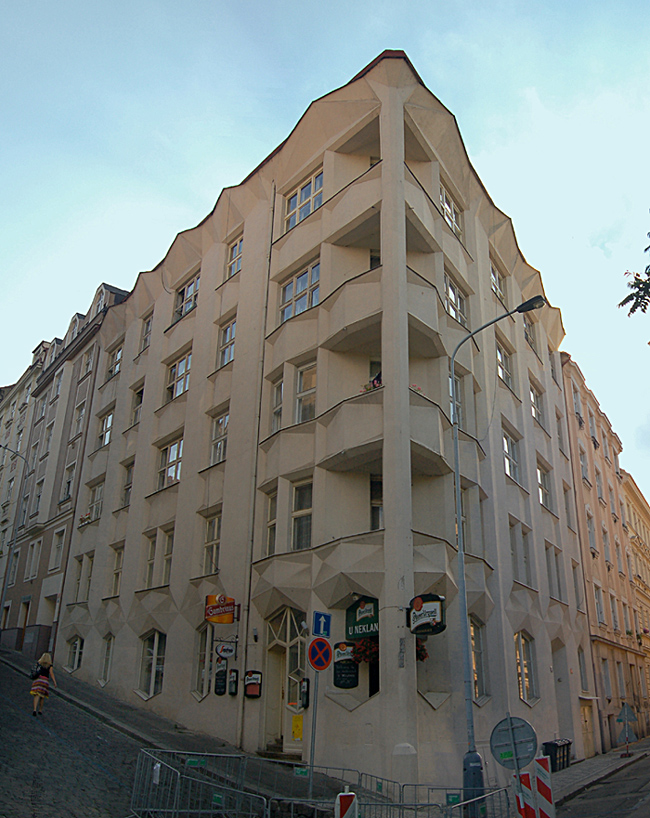
Chochol: wooncomplex aan de Neklanova ul., Praag (1914)

Het Tsjechisch kubisme was een stroming in de industriële vormgeving en architectuur uit de jaren 1911–1915, die tot ontwikkeling kwam in Praag. Kenmerkend zijn de prisma- en kristalachtige motieven en hoekige en zigzagvlakken.

## Geschiedenis
In 1910 en de jaren ’20 omarmden verscheidene kunstenaars de principes van het kubisme en pasten deze stijl toe op toegepaste kunst, design en architectuur.
Toen Pablo Picasso en Georges Braque het analytische kubisme in 1909 in Parijs voorstelden, zagen jonge Tsjechische kunstenaars als Josef Gočár, Pavel Janák, Vlastislav Hofman en Josef Chochol hierin een manier om tegen de uiterst decoratieve stijl in opstand te komen die door Alfons Mucha verspreid werd. Ze maakten gebruik van de nieuwe, vreemde figuren van het kubisme. Zij allen waren leerlingen van Jan Kotěra, de vader van de moderne Tsjechische architectuur, of van diens leermeester Otto Wagner, een van de centrale figuren van de Wiener Secession.
Het theoretische fundament werd gelegd door Pavel Janák, die in 1911 zijn essay Prisma en piramide (Hranol a pyramida) publiceerde. In dat jaar traden Janák en de zijnen uit de kunstenaarsvereniging Mánes om de kunstenaarsgroep Skupina výtvarných umělců (Groep van Beeldend Kunstenaars, kortweg: Skupina) op te richten. Umělecký měsíčník (Artistiek Maandblad) werd tussen 1911 en 1914 hun platform. Behalve architecten en ontwerpers waren ook schrijvers als Karel Čapek bij het Tsjechisch kubisme betrokken. 
Dankzij de technologie (die te danken was door de opkomst van de industrialisatie) hadden de kubisten het geluk aan hun kant: het gewapend beton maakte zijn opgang in de bouw en liet het toe om grotere ruimtes te ontwerpen zonder het gebruik van pilaren. Een voorbeeld hiervan is Josef Gočárs Zwarte Madonnahuis (Dům U Černé Matky Boží), waar de grote caféruimte revolutionair was voor zijn tijd.
Na de Eerste Wereldoorlog, die de onafhankelijkheid van Tsjecho-Slowakije tot gevolg had, ontwikkelden Gočár en Janák vanuit het Tsjechisch kubisme het rondokubisme. De hoekige vormen van het Tsjechisch kubisme maakten daarin gedeeltelijk plaats voor cirkels, cilinders en bogen en kregen een op nationale motieven gebaseerde ornamentiek.

## Nawerking
Hoewel het Tsjechisch kubisme maar kort bestaan heeft en er maar weinig daadwerkelijk in deze stijl is gerealiseerd, had het invloed op de latere art deco en vormt het nog steeds een inspiratiebron voor kunstenaars. Een voorbeeld hiervan zijn Karel Nepraš’ neokubistische schildwachten voor het Lichtenštejnskýpaleis.